# Língua kpelle
A língua kpelle é falada pelo povo kpelle.
Essa língua é parte do grupo das línguas mandê.
O ISO 639 a define como uma macrolíngua, que pode ser dividida em duas línguas menores:
- Kpelle da Guiné [gkp] (também conhecido como guerze em francês), falado por 300.000 pessoas
- Kpelle da Libéria [xpe],falado por 480.000

Essa língua é atualmente ensinada nas escolas da Líbéria.

## Amostra de texto
Pai Nosso em Kpelle:
Kunâŋ gáa ŋele sui,
Tɔɔ ku iláai siɣe a maa waa.
Tɔɔ Ikâloŋ-laai é pá,
Tɔɔ ínîa-mɛni é kέ,
Nɔii ma ɓɛ yɛ̂ɛ berei gáa la Ɣâla-taai.
I kukɔ sâa a kuɣele-kuu tɔnɔ-tɔnɔ mii-sɛŋ;
I ipôlu fe kutɔ̂ŋ-karaa-ŋai dîa,
Yɛ̂ɛ berei kwa kupôlu fè la kuɓarâai ditɔ̂ŋ-karaa-ŋai dîai;
Tɔɔ kutúɛ kufe pili yee-laa-maa su,
Kέlɛ, i kukúla mɛni nyɔ́mɔɔ su.

### Outro texto
Nukan gele kaa pələ kaa tanɔn, yiliɓa nu kəle maawiyə pələ da tɔɔi gaa ɲei yɛnɛyii hu kɛpələ kaalɔ tanɔn; di kɛmɛni a nukan ŋaa ɓə gɛɛ hwəkɛli wɛlikɛmaa ə lɔ di luwai.
Português
Todos os seres humanos nascem livres e iguais em dignidade e direitos. Eles são dotados de razão e consciência e devem agir em relação umas às outras com espírito de fraternidade. (artigo 1º - Declaração Universal dos Diretos Humanos)

## Lígações externas
- PanAfriL10n page on Kpelle/Guerzé
- Omniglot: Kpelle syllabary
- Kpelle em Rittel
- Kpelle em Ethnologue 1
- Kpelle em Ethnologue 2
- Kpelle Panafril